# Precinct de Gilead
Le precinct de Gilead est un precinct électoral situé au centre-ouest du comté de Calhoun dans l'Illinois, aux États-Unis. En 2010, ce precinct comptait une population de 342 habitants.

## Source de la traduction
- (en) Cet article est partiellement ou en totalité issu de l’article de Wikipédia en anglais intitulé « Gilead Precinct, Calhoun County, Illinois » (voir la liste des auteurs).